# Крейтон, Луис
Лу́ис Кре́йтон (англ. Louis Crayton; 26 октября 1977, Монровия, Либерия) — либерийский футболист, вратарь. Выступал за сборную Либерии.

## Карьера

### Клубная карьера
Крейтон начал футбольную карьеру в клубе «Сент-Джозеф Уорриорз».
Крейтон выступал в Швейцарии в течение 11 лет. Играл в Суперлиге за «Люцерн», «Грассхоппер» и «Базель», в Челлендж-лиге — за «Ванген-бай-Ольтен» и «Конкордию Базель», в Первой лиге — за «Шаффхаузен», «Янг Феллоуз Ювентус» и «Цуг 94». В составе «Базеля» выиграл чемпионат — в сезоне 2007/08 и дважды кубок — в розыгрышах 2006/07 и 2007/08.
13 августа 2008 года Крейтон подписал контракт с клубом MLS «Ди Си Юнайтед». В вашингтонском клубе сразу же стал основным вратарём, дебютировав 16 августа 2008 года в матче против «Чикаго Файр», в котором, совершив два сейва, оставил свои ворота в неприкосновенности. 25 июня 2009 года «Ди Си Юнайтед» объявил, что контракт с Крейтоном, истекающий 30 июня 2009 года, не будет продлён.
Зимой — весной 2010 года проходил просмотр в клубе MLS «Канзас-Сити Уизардс».
16 марта 2010 года Крейтон подписал однолетний контракт с новообразованным клубом «Эн Эс Си Миннесота Старз» из второго профессионального дивизиона США. 11 апреля 2010 года в матче первого тура сезона против «Ванкувер Уайткэпс» получил травму колена, из-за чего был вынужден досрочно завершить сезон.

### Международная карьера
За сборную Либерии Крейтон дебютировал 20 июня 1999 года в матче квалификации Кубка африканских наций 2000 против сборной Туниса.
Участвовал в Кубке африканских наций 2002.

## Достижения
Командные
 «Базель»
- Чемпион Швейцарии: 2007/08
- Обладатель Кубка Швейцарии: 2006/07, 2007/08

 «Ди Си Юнайтед»
- Обладатель Открытого кубка США: 2008